# Beth Phoenix
Elizabeth Kociański, meglio conosciuta con il ring name Beth Phoenix (Elmira, 24 novembre 1980), è una wrestler e telecronista statunitense, sotto contratto con la WWE. È una delle superstar femminili ad aver completamente rivoluzionato la storia del wrestling femminile, chiamata anche "Dominant Diva". È stata la prima donna a competere in un "I quit" match e in un tables match.
Ha detenuto tre volte il Women's Championship e una volta il Divas Championship. È inoltre la più giovane donna ad essere stata introdotta nella WWE Hall of Fame.

## Carriera

### Ohio Valley Wrestling (2004–2006)
Nel 2004 divenne manager di Brent Albright nell'Ohio Valley Wrestling ma si ruppe una mano a ottobre e durante la sua convalescenza John Cena andò in WWE "abbandonandola". Beth unì le forze con Aaron "The Idol" Stevens nel marzo del 2005. Beth e Stevens combatterono contro Danny Inferno e Trudi Denucci nel primo Jersey Shore street fight venendo sconfitti. Combattendo per la Ohio Valley Wrestling, ebbe il suo primo match in un tag team con Shelly Martinez dove batterono Fuji Cakes e Serena. Sia Beth che Martinez furono poste sotto contratto da SmackDown nel dicembre 2005 e apparvero la prima volta il 28 gennaio 2006 a Heat insieme agli Heart Throbs. Le due furono acquistate da Raw nel febbraio dove accompagnarono Aaron Stevens al ring. Non più utilizzate tornarono all'OVW.

### WWE (2006-2012)

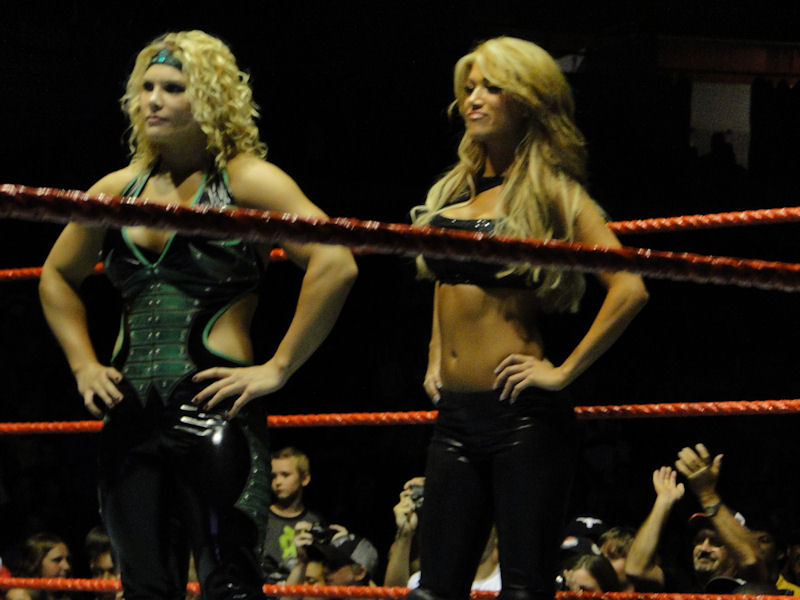
Beth Phoenix e Rosa Mendes nell'agosto 2009.

Beth Phoenix debuttò nella puntata di Raw l'8 maggio 2006 attaccando Mickie James durante un match contro Trish Stratus; le due divennero alleate conto la James, stabilendosi come face. Beth dichiarò di odiare Mickie perché in passato le "avrebbe rovinato la vita". Nella puntata di Raw del 29 maggio, Beth lottò assieme a Torrie Wilson contro Candice Michelle e Victoria, con Trish Stratus e Mickie James agli angoli del ring, vincendo l'incontro. Nella puntata di Raw del 5 giugno, andata in onda da Pittsburgh, Beth vinse un match contro Victoria ma si fratturò la mandibola e fu costretta a restare fuori dal ring per due mesi. Nella puntata di Raw del 12 giugno, Mickie annunciò a Todd Grisham che lei e Beth erano compagne di scuola prima che Beth iniziasse a "diventare meschina". A seguito dell'infortunio, la storia non continuò e Beth fece ritorno in Ohio Valley Wrestling.

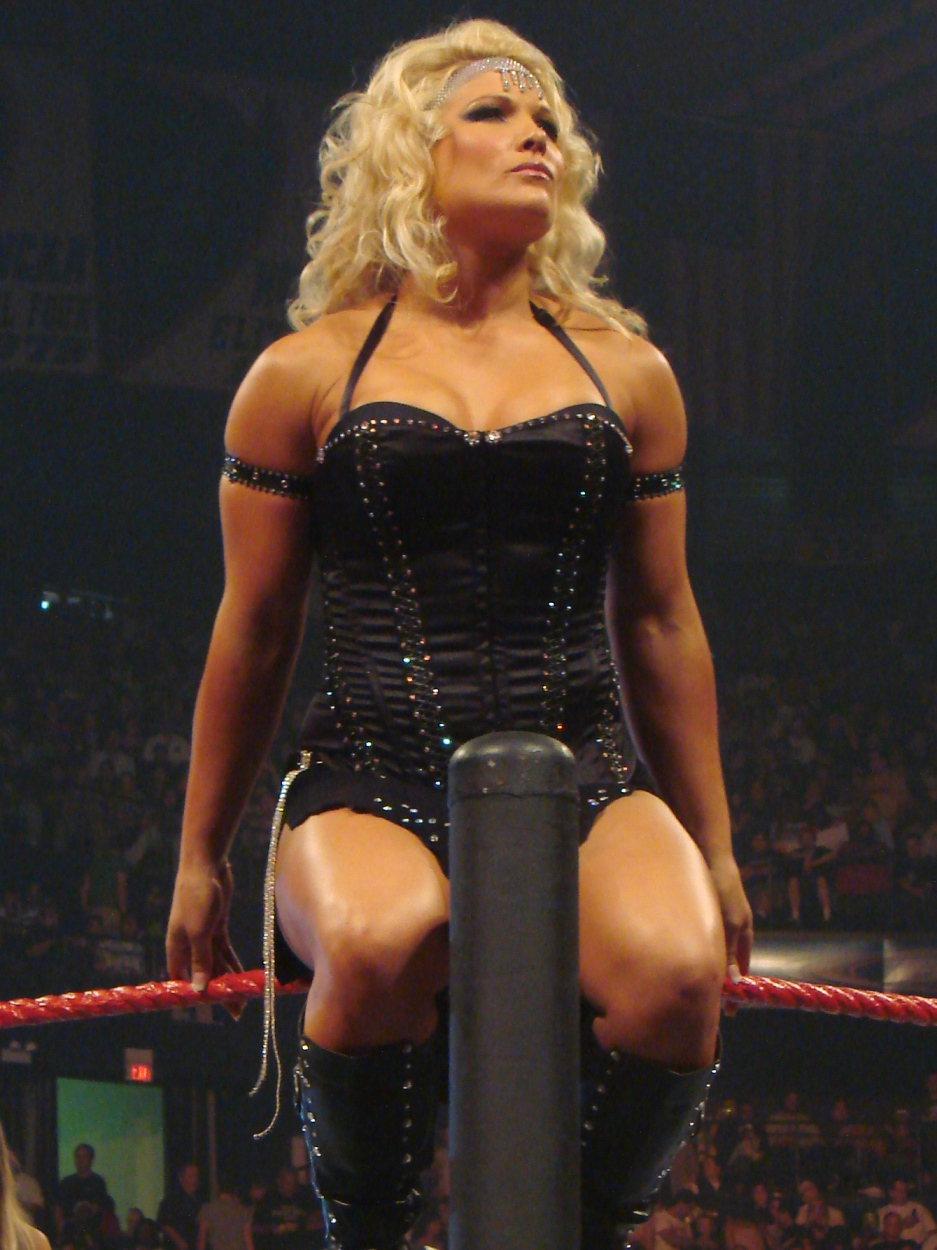
Beth Phoenix a No Mercy 2007.

Beth Phoenix fa il suo ritorno nella puntata di Raw del 9 luglio 2007 come heel, sostituendo Melina in un tag team match insieme a Jillian Hall, perdendo contro la campionessa Candice Michelle e Mickie James; dopo il match attacca la campionessa sancendo una faida fra le due. Nella puntata di Raw del 23 luglio, Beth e Melina sono state sconfitte da Maria e Mickie James. Nella puntata di Raw del 30 luglio Beth, Jillian Hall e Melina hanno sconfitto Candice Michelle, Maria e Mickie James. Nella puntata di Raw del 20 agosto, Beth e Melina sono state sconfitte da Candice Michelle e Mickie James. Il 20 agosto, a SummerSlam, Beth vince una Battle royal match per decretare la prima contendente al Women's Championship detenuto da Candice Michelle. Nella puntata di Raw del 27 agosto, Beth affronta Maria ma il match termina in no contest. Nella puntata di Raw del 3 settembre, Beth ha sconfitto Maria. Il 16 settembre, a Unforgiven, Beth ha affrontato la campionessa Candice Michelle per il Women's Championship, ma è stata sconfitta. Nella puntata di Raw del 24 settembre, Beth e Shelton Benjamin hanno sconfitto Candice Michelle e Jeff Hardy in un Mixed Tag Team match.  

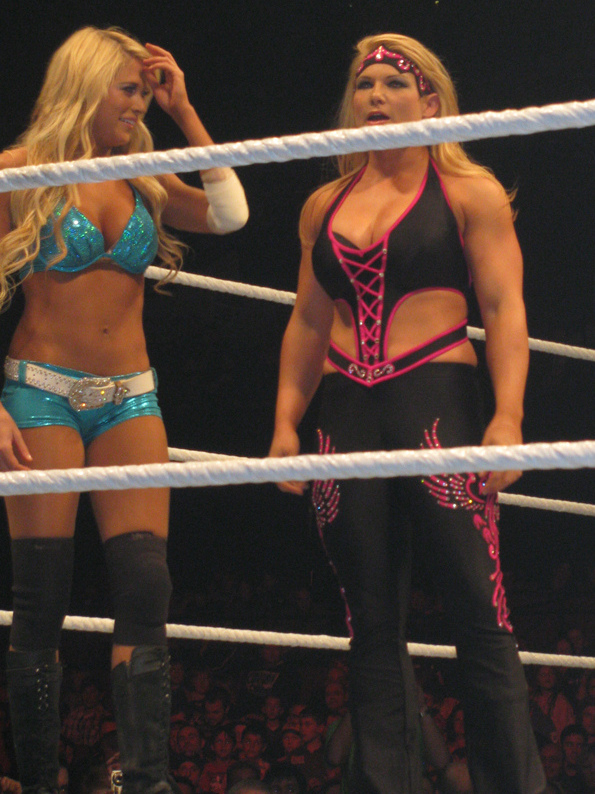
Beth Phoenix e Kelly Kelly nell'aprile 2011.

Il 7 ottobre, a No Mercy, Beth ha sconfitto Candice Michelle conquistando il Women's Championship per la prima volta. Nella puntata di Raw dell'8 ottobre Beth, Jillian Hall e Melina sono state sconfitte da Candice Michelle, Maria e Mickie James. Nella puntata di Raw del 22 ottobre, Beth ha difeso il titolo contro Candice Michelle in un Two out of three falls match. Nella puntata di Raw del 5 novembre, Beth ha sconfitto Kelly Kelly in un match non titolato. Nella puntata di Raw del 12 novembre, Beth ha sconfitto Maria in un match non titolato. Nella puntata di SmackDown del 16 novembre, Beth e Victoria hanno sconfitto Mickie James e Torrie Wilson. Il 18 novembre alle Survivor Series Beth, Jillian, Layla, Melina e Victoria sono state sconfitte da Kelly Kelly, Maria, Michelle McCool, Mickie James e Torrie Wilson. Nella puntata di Raw del 3 dicembre, Beth e Melina hanno sconfitto Maria e Mickie James. Il 16 dicembre, ad Armageddon, Beth ha difeso il titolo contro Mickie James. Nella puntata di Raw del 31 dicembre, Beth ha difeso il titolo contro Melina e Mickie James in un Triple threat match. Nella puntata di Raw del 14 gennaio 2008 Beth, Jillian e Melina hanno sconfitto Ashley, Maria e Mickie James. Nella puntata di Raw del 21 gennaio, Beth ha sconfitto Mickie James in un match non titolato. Nella puntata di Raw del 28 gennaio, Beth e Jillian hanno sconfitto Ashley e Mickie James. Nella puntata di Raw del 4 febbraio, Beth e Victoria sono state sconfitte da Kelly Kelly e Mickie James. Nella puntata di Raw del 18 febbraio, Beth è stata sconfitta da Maria in un match non titolato, a causa di una distrazione della rientrante Candice Michelle. Nella puntata di Raw del 24 marzo Beth, Melina e Santino Marella hanno sconfitto Ashley, Maria e Jerry Lawler. Il 30 marzo, a WrestleMania XXIV, Beth sconfigge insieme a Melina il team composto da Ashley e Maria, vincendo grazie ad una distrazione alle avversarie causata da Santino Marella. Nella puntata di Raw del 7 aprile, Beth ha sconfitto Maria in un match non titolato. Nella puntata di Raw del 14 aprile, Beth viene sconfitta da Mickie James in un match per il Women's Championship, perdendo il titolo dopo 190 giorni di regno. Il 27 aprile, a Backlash Beth, Jillian Hall, Layla, Melina, Natalya e Victoria hanno sconfitto Ashley, Cherry, Kelly Kelly, Maria, Michelle McCool e Mickie James. Nella puntata di Raw del 28 aprile, si verifica il rematch, dove questa volta Beth e la sua squadra vengono sconfitte. Nella puntata di Raw del 5 maggio, Beth affronta la campionessa Mickie James per il Women's Championship in un Lumberjill match, ma è stata sconfitta dopo che è stata colpita per sbaglio da Melina. Nella puntata di Raw del 12 maggio, Beth e Melina sono state sconfitte da Maria e Mickie James, dove durante la contesa, Beth viene nuovamente colpita accidentalmente da Melina, abbandonandola nel match; successivamente, nel backstage le due si scagliano brutalmente, concludendo la loro amicizia e scaturendo in una faida. Il 18 maggio, a Judgment Day, Beth affronta la campionessa Mickie James e la sua ex amica Melina per il Women's Championship in un Triple threat match, dove la James ha difeso la cintura. Nella puntata di Raw del 19 maggio, Beth ha sconfitto Maria; a fine match, ha un alterco fisico con Melina. Il 1º giugno, a One Night Stand, Beth ha sconfitto Melina in un "I quit" match. Nella puntata di Raw del 2 giugno, Beth e Katie Lea hanno sconfitto Melina e Mickie James. Nella puntata di Raw del 9 giugno, Beth è stata sconfitta da Mickie James in un match non titolato. Nella puntata di Raw del 14 luglio, Beth si presenta come la sfidante di Santino Marella in un match e vince. I due concludono un successivo incontro con un bacio, formando un tag team chiamato Glamarella. Nella puntata di Raw del 21 luglio, Beth ha sconfitto Kelly Kelly. Nella puntata di Raw del 28 luglio, i Glamarella hanno sconfitto Kelly Kelly e D'Lo Brown in un Mixed Tag Team match. Nella puntata di Raw dell'11 agosto, Beth ha sconfitto Kelly Kelly. Il 17 agosto, a SummerSlam, i Glamarella hanno sconfitto Mickie James e Kofi Kingston in un Intergender tag team match valevole per entrambi i Women's Championship e Intercontinental Championship, conquistando la cintura per la seconda volta. Nella puntata di Raw del 25 agosto, Beth è stata sconfitta da Kelly Kelly in un match non titolato. Nella puntata di Raw del 1º settembre Beth, Jillian Hall e Katie Lea sono state sconfitte da Candice Michelle, Kelly Kelly e Mickie James. Nella puntata di Raw dell'8 settembre, Beth ha difeso il titolo contro Mickie James. Nella puntata di Raw del 22 settembre, Beth è stata sconfitta da Kelly Kelly in un match non titolato. Nella puntata di Raw del 29 settembre, Beth e Jillian Hall hanno sconfitte Candice Michelle e Kelly Kelly. Nella puntata di SmackDown del 3 ottobre, Beth ha sconfitto la Divas Champion Michelle McCool in un Lumberjill match. Il 5 ottobre, a No Mercy, Beth ha difeso il titolo contro Candice Michelle. Nella puntata di Raw del 6 ottobre, i Glamarella hanno sconfitto Mickie James e Jamie Noble in un Mixed Tag Team match. Nella puntata di Raw del 3 novembre Beth, Jillian Hall, Katie Lea, Layla, Lena Yada, Maryse, Natalya e Victoria hanno sconfitto Brie Bella, Candice Michelle, Eve Torres, Kelly Kelly, Mae Young, Michelle McCool, Mickie James e Tiffany. Nella puntata di Raw del 10 novembre, Beth ha difeso il titolo contro Mickie James. Il 23 novembre, alle Survivor Series, Beth prende parte al 5-on-5 Survivor Series tag team elimination match nel Team Raw (Beth, Candice Michelle, Jillian Hall, Kelly Kelly e Mickie James) contro il Team SmackDown (Maria, Maryse, Michelle McCool, Natalya e Victoria), dove rimane come ultima sopravvissuta portando il Team Raw alla vittoria. Nella puntata di Raw del 24 novembre Beth, Jillian Hall e Katie Lea sono state sconfitte da Candice Michelle, Mickie James e la rientrante Melina; prima del match, Rosa Mendes si proclama fan della Glamazon urlando a gran voce fra il pubblico. Nella puntata di Raw dell'8 dicembre, dedicata agli Slammy Award, i Glamarella sono stati sconfitti da Hornswoggle e Finlay; la Phoenix, viene premiata come Diva of the Year. Nella puntata di Raw del 15 dicembre, Beth e Jillian Hall sono state sconfitte da Kelly Kelly e Melina. Nella puntata di Raw del 22 dicembre, i Glamarella sono stati sconfitti da Trish Stratus e John Cena in un Mixed Tag Team match; nella stessa puntata, Santino Marella annuncia Rosa Mendes come membro della loro stable. Nella puntata di Raw del 29 dicembre, Beth è al tavolo di commento dove assiste ad una Battle royal match per decretare la sua sfidante al titolo, vinta da Melina, la quale viene poi brutalmente attaccata da Rosa Mendes. Nella puntata di Raw del 5 gennaio 2009, i Glamarella sono stati sconfitti da Melina e Goldust in un Mixed Tag Team match. Nella puntata di Raw del 12 gennaio, Beth e Jillian Hall affrontano Kelly Kelly e Melina, ma il match termina in no contest, quando Rosa Mendes attacca Melina durante il suo ingresso. Nella puntata di Raw del 19 gennaio, Beth ha sconfitto Kelly Kelly in un match non titolato. Il 25 gennaio, Royal Rumble, Beth è stata sconfitta da Melina in un match valevole per il Women's Championship, perdendo il titolo dopo 161 giorni di regno.
Nella puntata di Raw del 26 gennaio, Beth e Jillian Hall hanno sconfitto Kelly Kelly e Melina. Nella puntata di Raw del 2 febbraio, Beth ha sconfitto Candice Michelle. Nella puntata di Raw del 9 gennaio, Beth e Jillian Hall hanno sconfitto nuovamente Kelly Kelly e Melina. Nella puntata di Raw del 16 febbraio, Beth affronta Melina per il Women's Championship, ma è stata sconfitta. Nella puntata di Raw del 23 febbraio Beth, Santino Marella e Dolph Ziggler sono stati sconfitti da Melina e i Cryme Tyme (JTG e Shad Gaspard) in un 3-on-3 Mixed Tag Team match. Nella puntata di Raw del 2 marzo, Beth e Jillian Hall sono state sconfitte da Kelly Kelly e Mickie James. Nella puntata di Raw del 16 marzo Beth, Jillian Hall e Layla sono state sconfitte da Kelly Kelly, Melina e Mickie James. Nella puntata di Raw del 30 marzo Beth, Jillian Hall, Katie Lea, Layla, Maryse, Michelle McCool, Natalya, Nikki Bella e Rosa Mendes sono state sconfitte da Alicia Fox, Brie Bella, Eve Torres, Gail Kim, Kelly Kelly, Maria, Melina, Mickie James e Tiffany. Il 5 aprile, a WrestleMania XXV, Beth prende parte ad una 25-Divas Miss WrestleMania Battle royal match, dove viene eliminata per ultima da Santina Marella, che si presume essere la sorella gemella di Santino Marella (kayfabe) e quindi non riesce a vincere. Dopo questo, tra i due si separano, sancendo la fine dei Glamarella. Nella puntata di Raw del 6 aprile, Beth è stata sconfitta da Santina Marella. Nella puntata di Raw del 20 aprile, Beth ha affrontato la campionessa Melina per il Women's Championship, ma è stata sconfitta. Il 26 aprile, Backlash, Beth è stata sconfitta da Santina Marella, dopo essere stata colpita prima del match da The Great Khali. Nella puntata di Raw del 27 aprile Beth, Jillian Hall, Maryse e Rosa Mendes sono state sconfitte da Brie Bella, Kelly Kelly, Mickie James e Santina Marella. Nella puntata di Superstars del 7 maggio, Beth e Rosa Mendes sono state sconfitte da Kelly Kelly e Santina Marella. Nella puntata di Raw dell'11 maggio, Beth è stata sconfitta nuovamente da Santina Marella. Nella puntata di Raw del 18 maggio, Beth prende parte ad un Battle royal match per determinare la prima sfidante al Divas Championship detenuto da Maryse, ma è stata eliminata da Kelly Kelly. Nella puntata di Raw del 25 maggio, Beth e Chavo Guerrero sono stati sconfitti da Mickie James e Santino Marella in un Mixed Tag Team match. Nella puntata di Raw del 1º giugno, Beth e Maryse hanno sconfitto Kelly Kelly e Mickie James. Nella puntata di Superstars dell'11 giugno, Beth e Rosa Mendes hanno sconfitto le Bella Twins (Brie Bella e Nikki Bella). Nella puntata di Raw del 22 giugno Beth, Maryse e Rosa Mendes sono state sconfitte da Mickie James e le Bella Twins. Nella puntata di Raw del 29 giugno, Beth prende parte ad un Fatal 4-way match che comprende anche Kelly Kelly, Mickie James e Rosa Mendes per determinare la prima sfidante al Divas Championship detenuto da Maryse, ma il match è stato vinto dalla James. Nella puntata di Raw del 27 luglio Beth, Alicia Fox e Rosa Mendes sono state sconfitte da Gail Kim, Kelly Kelly e Mickie James. Nella puntata di Raw del 3 agosto, Beth e Jillian Hall hanno sconfitto Gail Kim e Mickie James. Nella puntata di Raw del 10 agosto, Beth prende parte ad un Fatal 4-way match che comprende anche Alicia Fox, Gail Kim e Kelly Kelly per determinare la prima sfidante al Divas Championship detenuto da Maryse, ma il match è stato vinto dalla Kim. Nella puntata di Superstars del 20 agosto, Beth ha sconfitto Kelly Kelly. Nella puntata di Raw del 24 agosto Beth, Alicia Fox e Rosa Mendes hanno sconfitto Gail Kim, Kelly Kelly e Mickie James. Nella puntata di Raw del 31 agosto, Beth ha vinto una Battle royal match per determinare la prima sfidante al Divas Championship detenuto da Mickie James, che sfida la sera stessa, ma è stata sconfitta. Nella puntata di Raw del 14 settembre, Beth e Chris Jericho hanno sfidato Trish Stratus e Montel Vontavious Porter in un Mixed Tag Team match terminato in squalifica in seguito all'intervento di Big Show e Mark Henry; viene annunciato un 3-on-3 Mixed Tag Team match dove Beth, Jericho e Show sono stati sconfitti da Trish, MVP e Henry. Nella puntata di Raw del 21 settembre, Beth ha sconfitto Mickie James in un match non titolato. Nella puntata di Raw del 5 ottobre Beth, Alicia Fox, Jillian Hall, Layla, Michelle McCool, Natalya e Rosa Mendes sono state sconfitte da Eve Torres, Kelly Kelly, Maria, Melina, Mickie James e le Bella Twins. Nella puntata di Raw del 12 ottobre Beth, Alicia Fox e Rosa Mendes sono state sconfitte da Gail Kim, Kelly Kelly e Maria Menounos; nella stessa puntata, viene spostata nel roster di SmackDown, separandosi da Rosa Mendes, trasferita nel roster della ECW.
Il 25 ottobre, a Bragging Rights, il Team SmackDown (Beth, Michelle McCool e Natalya) hanno sconfitto il Team Raw (Gail Kim, Kelly Kelly e Melina Pérez). Nella puntata di SmackDown del 30 ottobre, Beth ha sconfitto la jobber Jenny Brooks. Nella puntata di SmackDown del 6 novembre, Beth ha sconfitto la jobber Brittany Carter. Nella puntata di SmackDown del 13 novembre, Beth ha sconfitto la jobber Lisa Taylor. Il 22 novembre, alle Survivor Series, Beth fa parte del Team McCool (Beth, Alicia Fox, Jillian Hall, Layla e Michelle McCool) sfidando il Team James (Mickie James, Eve Torres, Gail Kim, Kelly Kelly e Melina), ma è stata eliminata dalla James; alla fine, il Team James vince la contesa. Nella puntata di SmackDown del 4 dicembre, Beth prende parte ad un Triple threat match che comprende anche Mickie James e Natalya per determinare la prima sfidante al Women's Championship detenuto da Michelle McCool, ma è stato vinto dalla James. Nella puntata di Raw del 14 dicembre Beth, Alicia Fox, Layla, Maryse, Michelle McCool, Natalya e Rosa Mendes sono state sconfitte da Gail Kim, Kelly Kelly, Maria, Melina, Mickie James e le Bella Twins (Brie Bella e Nikki Bella). Nella puntata di SmackDown del 18 dicembre, Beth ha sconfitto Maria. Nella puntata di SmackDown del 25 dicembre, Beth e Layla sono state sconfitte da Maria e Mickie James. Nella puntata di SmackDown del 1º gennaio 2010, Beth è stata sconfitta da Mickie James, dopo che Michelle McCool l'ha colpita accidentalmente con un calcio; a fine match, si vendica attaccando sia la McCool sia Layla, per poi eseguire una Glam Slam sulla James. Nella puntata di SmackDown dell'8 gennaio, Beth ha sconfitto Layla; a fine match, viene aggredita dalle LayCool (Layla e Michelle McCool) ma viene salvata da Mickie James, la quale poi colpisce la Phoenix con un calcio, vendicandosi. Nella puntata di SmackDown del 15 gennaio, Beth è stata sconfitta da Mickie James per squalifica, quando colpisce insistentemente Mickie all'angolo, per poi lasciarla in balia delle LayCool, che attaccano la James. Il 31 gennaio, alla Royal Rumble, Beth prende parte alla ventitreesima edizione del Royal Rumble match entrando con il numero 6, riuscendo nell'impresa di eliminare The Great Khali, per poi essere eliminata da CM Punk dopo un minuto e trentasette secondi. La Phoenix diventa la seconda donna della storia, dopo Chyna, a prendere parte a tale match, segnando anche il record di maggior tempo sul ring. Nella puntata di SmackDown del 5 febbraio, Beth e Mickie James hanno sconfitto le LayCool, dopo che la Phoenix attacca sia Mickie sia Michelle per poi abbandonare il match.
Nella puntata di SmackDown del 12 marzo, Beth effettua un turn face salvando Tiffany dall'attacco delle LayCool (Layla e Michelle McCool). Nella puntata di SmackDown del 19 marzo, Beth e Tiffany hanno sconfitto le LayCool; dopo il match, Vickie Guerrero sfida Beth Phoenix in un match da tenersi la settimana successiva. Nella puntata di Raw del 22 marzo Beth, Eve Torres e Gail sono state sconfitte da Maryse e le LayCool. Nella puntata di SmackDown del 26 marzo, Vickie Guerrero rivela come general manager di aver cambiato l'incontro in un 5-on-1 Handicap match contro la stessa Vickie, Alicia Fox, Maryse e le Laycool; anche se riesce a dominare quasi tutto il match, finisce per perdere. Il 28 marzo, a WrestleMania XXVI Beth, Eve Torres, Gail Kim, Kelly Kelly e Mickie James sono state sconfitte da Alicia Fox, Maryse, le LayCool e Vickie Guerrero. Nella puntata di Raw del 29 marzo, Beth e le compagne vincono il rematch. Nella puntata di SmackDown del 2 aprile, Beth e Tiffany hanno sconfitto le LayCool. Nella puntata di Superstars dell'8 aprile, Beth ha sconfitto Layla. Nella puntata di SmackDown del 23 aprile, Beth e Mickie James sono state sconfitte dalle LayCool, nell'ultimo match in WWE della James. Il 25 aprile, a Extreme Rules, Beth ha sconfitto Michelle McCool in un Extreme makeover match conquistando il Women's Championship per la terza volta. Nella puntata di SmackDown del 30 aprile, Beth e Kelly Kelly hanno sconfitto le LayCool. Nella puntata di Superstars del 6 maggio, Beth ha sconfitto la sua ex alleata Rosa Mendes in un match non titolato. Nella puntata di SmackDown del 14 maggio, Beth ha perso il titolo in favore di Layla, in un 2-on-1 Handicap match insieme a Michelle McCool, dopo soli 16 giorni di regno. Subisce durante l'incontro un infortunio alla mano che la tiene lontana dal ring per qualche tempo.
Beth Phoenix fa il suo ritorno il 21 novembre alle Survivor Series attaccando Michelle McCool e Layla, che stavano attaccando la nuova Divas Champion Natalya, alleandosi con la canadese. Nella puntata di SmackDown del 26 novembre, Beth salva Kelly Kelly da un attacco delle LayCool. Nella puntata di SmackDown del 3 dicembre, Beth salva anche Hornswoggle da un nuovo attacco delle LayCool. Nella puntata di Raw del 13 dicembre, Beth prende parte ad un Battle royal match la cui vincitrice avrebbe vinto lo Slamy Award di Diva of the Year, dove è stata eliminata da Michelle McCool, che ha poi vinto; dopo il match, viene annunciato che le LayCool dovranno combattere contro Beth Phoenix e Natalya, nel primo Divas Tag Team Tables match della storia a TLC: Tables, Ladders & Chairs. Il 19 dicembre, a TLC: Tables, Ladders & Chairs, Beth e Natalya hanno sconfitto le LayCool in un Divas Tag Team Tables match. Nella puntata di Superstars del 23 dicembre, Beth e Kelly Kelly hanno sconfitto le LayCool. Nella puntata di SmackDown del 31 dicembre, Beth e Natalya hanno sconfitto le LayCool. Nella puntata di SmackDown del 14 gennaio 2011, Beth ha sconfitto Michelle McCool. Nella puntata di SmackDown del 21 gennaio, Beth ha sconfitto anche Layla. Nella puntata di SmackDown del 18 febbraio, Beth e Eve Torres sono state sconfitte da Layla e Maryse. Nella puntata di SmackDown del 4 marzo, Beth e Rosa Mendes sono state sconfitte dalle LayCool. Nella puntata di SmackDown dell'8 aprile, Beth e Kelly Kelly hanno sconfitto le LayCool.
Nella puntata di Raw del 25 aprile, durante il Draft, Beth passa nel roster di Raw. Nella puntata di Superstars del 5 maggio, Beth ha sconfitto Melina. Nella puntata di Raw del 23 maggio Beth, Eve Torres, Gail Kim e Kelly Kelly affrontano Maryse, Melina e le Bella Twins (Brie Bella e Nikki Bella), ma il match termina in no contest in seguito all'intervento di Kharma. Nella puntata di Raw del 6 giugno, Beth e Kelly Kelly hanno sconfitto le Bella Twins. Nella puntata di Raw del 13 giugno Beth, AJ, Eve Torres, Gail Kim, Kaitlyn, Kelly Kelly e Natalya hanno sconfitto Alicia Fox, Maryse, Melina, Rosa Mendes, Tamina e le Bella Twins. Nella puntata di Superstars del 30 giugno, Beth ha sconfitto Gail Kim. Nella puntata di Superstars del 14 luglio, Beth ha sconfitto Maryse. Nella puntata di Raw del 18 luglio Beth, AJ, Eve Torres, Gail Kim, Kaitlyn, Kelly Kelly e Natalya hanno sconfitto nuovamente Alicia Fox, Maryse, Melina, Rosa Mendes, Tamina e le Bella Twins.
Nella puntata di Raw del 1º agosto, Beth vince un Battle royal match diventando la nuova sfidante al Divas Championship detenuto da Kelly Kelly e guadagnandosi tale opportunità per SummerSlam; dopo il match, attacca la campionessa compiendo un turn heel, dicendo che l'era delle principesse e delle barbie è finita. Successivamente, Natalya si unisce a Beth, formando una stable, le Divas of Doom. Nella puntata di Raw dell'8 agosto, Beth ha sconfitto Eve Torres. Nella puntata di SmackDown del 12 agosto, le Divas of Doom hanno sconfitto AJ e Kaitlyn. Il 14 agosto, a SummerSlam, Beth affronta la campionessa Kelly Kelly per il Divas Championship, ma è stata sconfitta. Nella puntata di SmackDown del 30 agosto, le Divas of Doom hanno sconfitto Alicia Fox e Kelly Kelly. Nella puntata di Raw del 15 settembre, Beth ha sconfitto Eve Torres diventando la prima contentende al Divas Championship detenuto da Kelly Kelly. Nella puntata di SmackDown del 16 settembre, Beth ha sconfitto AJ. Il 18 settembre, a Night of Champions, nella sua città natale, Beth affronta la campionessa Kelly Kelly per il Divas Championship, ma è stata nuovamente sconfitta. Nella puntata di Raw del 19 settembre, le Divas of Doom sono state sconfitte da Eve Torres e Kelly Kelly. Nella puntata di SmackDown del 23 settembre, le Divas of Doom hanno sconfitto AJ e Kaitlyn. Nella puntata di Raw del 26 settembre, le Divas of Doom hanno sconfitto Eve Torres e Kelly Kelly. 
Il 2 ottobre, a Hell in a Cell, grazie all'aiuto di Natalya, Beth riesce a sconfiggere Kelly Kelly, conquistando il Divas Championship per la prima volta. Nella puntata di Raw del 3 ottobre, le Divas of Doom (Beth e Natalya) hanno sconfitto Eve Torres e Kelly Kelly per squalifica, quando Kelly attacca brutalmente la Phoenix. Nella puntata di SmackDown del 7 ottobre, Beth ha sconfitto Alicia Fox in un match non titolato. Nella puntata di SmackDown del 14 ottobre, Beth ha sconfitto Kelly Kelly in un match non titolato. Il 23 ottobre, a Vengeance, Beth ha difeso il titolo contro Eve Torres. Nella puntata di SmackDown del 18 novembre, le Divas of Doom hanno sconfitto AJ e Kaitlyn. Il 20 novembre, alle Survivor Series, Beth ha difeso il titolo nuovamente contro Eve Torres con una Glam Slam dalla terza corda in un Lumberjill match. Nella puntata di SmackDown del 25 novembre, le Divas of Doom hanno sconfitto AJ e Kaitlyn. Nella puntata di Raw del 5 dicembre, le Divas of Doom sono state sconfitte da Eve Torres e Kelly Kelly. L'11 dicembre, a Tribute to the Troops, le Divas of Doom e le Bella Twins (Brie Bella e Nikki Bella) sono state sconfitte da Alicia Fox, Eve Torres, Kelly Kelly e Maria Menounos. Il 18 dicembre, a TLC: Tables, Ladders & Chairs, Beth ha difeso il titolo contro Kelly Kelly. Nella puntata di Raw del 19 dicembre, Beth è stata sconfitta da Alicia Fox in un match non titolato. Nella puntata di Superstars del 26 gennaio 2012, Beth ha sconfitto Brie Bella in un match non titolato. Il 29 gennaio, alla Royal Rumble, le Divas of Doom e le Bella Twins hanno sconfitto Alicia Fox, Eve Torres, Kelly Kelly e Tamina. Nella puntata di Raw del 30 gennaio, Beth ha difeso il titolo contro Eve Torres in pochi secondi. Nella puntata di SmackDown del 3 febbraio, le Divas of Doom hanno sconfitto Aksana e Tamina. Nella puntata di Raw del 6 febbraio, le Divas of Doom e le Bella Twins sono state sconfitte da Alicia Fox, Eve Torres, Kelly Kelly e Tamina. Nella puntata di SmackDown del 7 febbraio, Beth ha sconfitto Alicia Fox in un match non titolato. Nella puntata di SmackDown del 17 febbraio, le Divas of Doom sono state sconfitte da Alicia Fox e Tamina Snuka. Il 19 febbraio, a Elimination Chamber, Beth ha difeso il titolo contro Tamina Snuka. Nella puntata di Superstars del 1º marzo, Beth ha sconfitto Alicia Fox in un match non titolato. Nella puntata di Superstars del 15 marzo, Beth ha sconfitto Kelly Kelly in un match non titolato. Nella puntata di Superstars del 22 marzo, Beth e Eve Torres hanno sconfitto Natalya e Tamina Snuka. Il 1º aprile, a WrestleMania XXVIII, Beth e Eve Torres sono state sconfitte da Kelly Kelly e Maria Menounous. Nella puntata di SmackDown del 6 aprile, Beth è stata sconfitta da Nikki Bella in un match non titolato, dopo una distrazione di Kelly Kelly. Nella puntata di Raw del 23 aprile, Beth è stata sconfitta da Nikki Bella, perdendo il Divas Championship dopo ben 204 giorni di regno; durante il match si infortuna alla gamba (kayfabe) che non le permetterà di competere ad Extreme Rules contro la stessa Nikki per il rematch, dove viene sostiruita dalla rientrante Layla, che diventa la nuova Divas Champion.
Beth fa il suo ritorno nella puntata di Raw del 14 maggio, battendo Alicia Fox. Il 20 maggio, a Over the Limit, Beth affronta la campionessa Layla per il Divas Championship, ma è stata sconfitta. Nella puntata di Raw del 21 maggio, Beth ha sconfitto Kelly Kelly. Nella puntata di Superstars del 31 maggio, Beth ha sconfitto Alicia Fox. Nella puntata di Raw dell'11 giugno, Beth e Ricardo Rodríguez hanno sconfitto Layla e Santino Marella in un Mixed Tag Team match. Nella puntata di SmackDown del 15 giugno, Beth ha sconfitto nuovamente Alicia Fox. Il 17 giugno, a No Way Out, Beth affronta la campionessa Layla per il Divas Championship, ma è stata ancora sconfitta. Nella puntata di Raw del 25 giugno, Beth prende parte ad una Divas Summertime Battle Royal match, ma è stata eliminata. Nella puntata di Superstars del 12 luglio, le Divas of Doom (Beth e Natalya) sono state sconfitte da Alicia Fox e Kaitlyn. Il 15 luglio, a Money in the Bank, le Divas of Doom e Eve Torres sono state sconfitte da Kaitlyn, Layla e Tamina Snuka. Nella puntata di Raw del 13 agosto, Beth e Eve Torres sono state sconfitte da Kaitlyn e Layla. Nella puntata di Raw del 10 settembre, le Divas of Doom e Alicia Fox sono state sconfitte da Eve Torres, Kaitlyn e Layla. Nella puntata di SmackDown del 14 settembre, Beth è stata sconfitta da Kaitlyn. Nella puntata di Raw del 17 settembre, Beth è stata sconfitta dalla nuova Divas Champion Eve Torres. Nella puntata di Raw del 24 settembre, Beth e Eve Torres hanno sconfitto Alicia Fox e Layla; dopo il match, arriva Kaitlyn e dice che non ha visto la faccia del suo aggressore, ma i suoi capelli che erano biondi, Eve pensa che sia stata Beth ad attaccarla e per questo le rifila una neckbreaker. Nella puntata di SmackDown del 28 settembre, Beth ha sconfitto la sua partner Natalya; a fine match, compare Eve che la sospende accusandola di aver attaccato Kaitlyn. Nella puntata di Raw del 1º ottobre, Beth è stata sconfitta da Eve Torres, dopo essere stata reinegrata. Nella puntata di Superstars del 18 ottobre, Beth è stata sconfitta da Kaitlyn. Nella puntata di Raw del 29 ottobre, Beth combatte il suo ultimo match in WWE contro AJ Lee, ma viene sconfitta; dopo la contesa, interviene Vickie Guerrero che fa ripartire il match, questa volta con una vittoria della Phoenix. Poco dopo nel backstage, viene licenziata dalla stessa Guerrero, in storyline, visto che la lottatrice aveva comunicato in precedenza di voler abbandonare la compagnia.

#### WWE Hall of Famer e commentatrice diNXT(2017-2021)

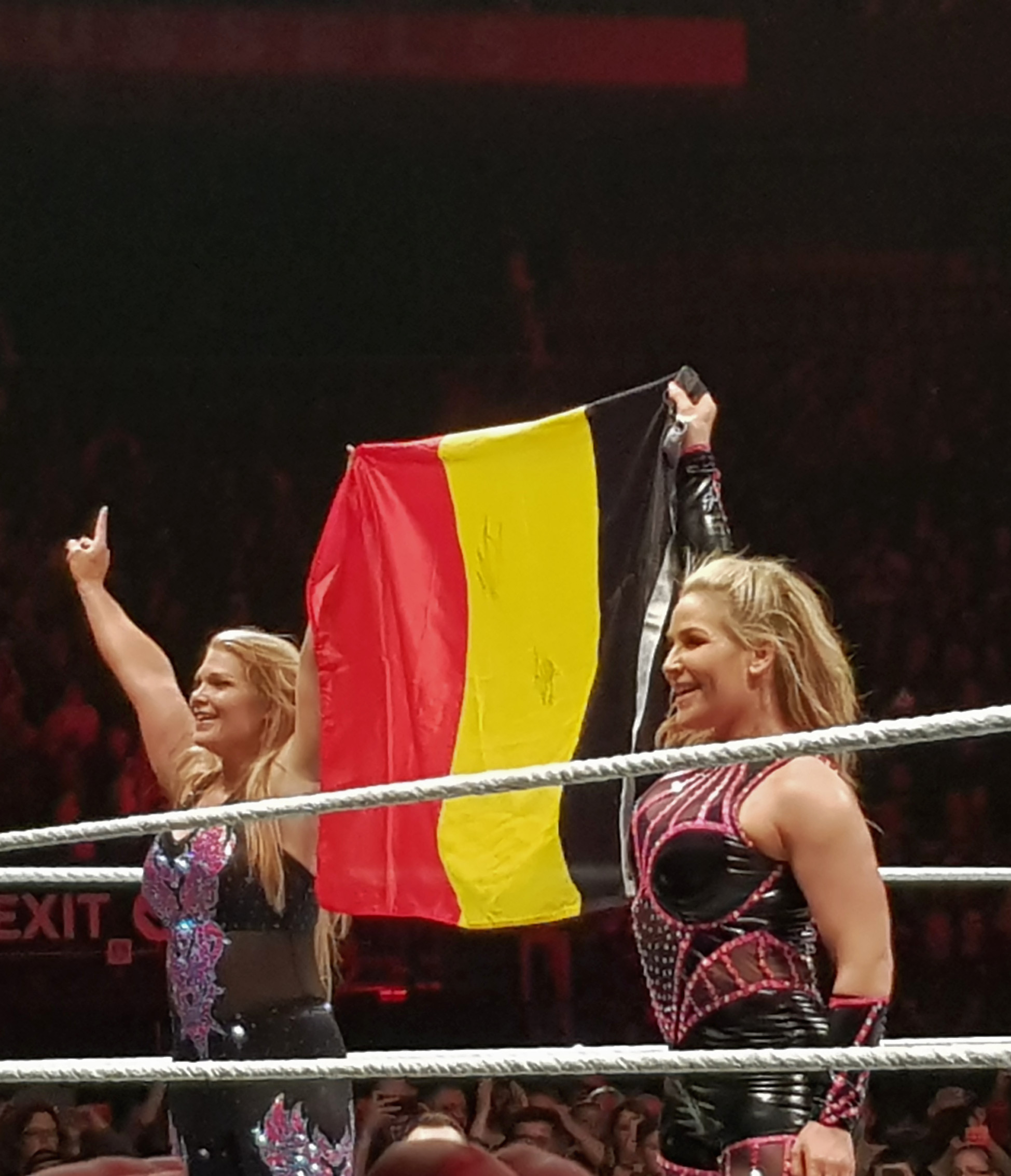
Beth Phoenix e Natalya durante il tour europeo del 2019

Il 31 marzo 2017, Beth Phoenix è stata introdotta nella WWE Hall of Fame da Natalya, diventando così la wrestler più giovane ad ottenere questo riconoscimento (36 anni).
Il 17 gennaio 2018, è stato annunciato che Beth Phoenix sarebbe stata la commentatrice del Mixed Match Challenge.
Il 28 gennaio dello stesso anno, Beth è tornata a sorpresa per il primo Women's Royal Rumble match, dove è entrata con il numero 24, ma dopo 2:22 minuti è stata eliminata dalla sua storica amica Natalya  L'8 aprile, la Phoenix è stata commentatrice a WrestleMania 34 in occasione della prima WrestleMania Women's Battle Royal, ed è stata anche telecronista della seconda edizione del Mae Young Classic. Il 28 ottobre 2018, è stata al tavolo di commento del primo pay-per-view dedicato esclusivamente alla divisione femminile nella storia della WWE, Evolution.
Il 15 maggio 2019 è stato annunciato che Beth Phoenix sarà una presenza fissa a NXT con un nuovo ruolo da commentatrice.

#### Match sporadici (2019–presente)
Il 10 marzo 2019, a Fastlane, Beth Phoenix è apparsa in WWE per assistere e commentare il match tra Sasha Banks e Bayley contro Tamina e Nia Jax per i titoli di coppia femminili detenuti dalle prime, durante il match Nia e Tamina attaccano Bayley e Sasha Banks rimanendo campionesse per squalifica, Beth Phoenix venne coinvolta da questo attacco venendo così poi salvata dalla sua amica storica Natalya, venendo poi anch'essa attaccata. Beth Phoenix torna a Raw nella puntata dell'11 marzo, per assistere al match tra Natalya e Nia Jax, ma successivamente la Phoenix attacca Nia e Tamina. Nella puntata di Raw del 18 marzo, mentre le due campionesse femminili Sasha Banks e Bayley stavano discutendo su quello che era successo a Fastlane, ma vengono interrotte da Beth Phoenix e Natalya e da lì Beth annuncia di non essere più ritirata e che vorrebbe riunire le Divas of Doom e di avere un match contro Sasha e Bayley per i titoli di coppia femminili a WrestleMania 35, subito dopo scatta una rissa. Nella puntata di Raw del 25 marzo, Natalya sfida Sasha Banks in un match singolo, a bordo ring c’erano Beth Phoenix e Bayley; finito il match, Tamina e Nia attaccano Sasha e Bayley, ma Beth Phoenix le contrattacca. Nella puntata di Raw del 1º aprile, è stato annunciato che le Divas of Doom faranno squadra con la Boss 'n' Hug Connection contro le IIconics, Tamina e Nia Jax, dove ne uscirono vincitrici le face. Per WrestleMania 35 venne annunciato un Fatal 4-way tag team match per i Women's Tag Team Championship tra le campionesse The Boss 'n' Hug Connection, le Divas of Doom (Beth Phoenix e Natalya), The IIconics e Nia Jax & Tamina, dove ne uscirono vincitrici le IIconics vincendo i titoli in palio.   
Il 26 gennaio 2020, alla Royal Rumble, Beth  è tornata a sorpresa prendendo parte alla terza edizione del Women's Royal Rumble match entrando col numero 19, dove ha eliminato la sua storica amica Natalya vendicandosi dell'eliminazione subita due anni prima e arrivando fra le ultime tre, ma dopo 23:05 minuti è stata eliminata da Shayna Baszler. Durante la contesa, ha subito un brutto taglio alla testa, ma nonostante ciò ha continuato la sua permanenza nel match, avendo un ruolo focale vista anche l'apparizione di Santina Marella entrata con il numero 29, rivale della Phoenix; per questo, ha ricevuto tanti plausi e ovazioni da parte di colleghi. Nella puntata di Raw del 24 febbraio, viene annunciato che nell'episodio successivo Beth farà il suo ritorno nello show per parlare delle condizioni del marito Edge, dopo l'attacco brutale subito dal suo ex partner Randy Orton quattro settimane prima, avvenuto la sera seguente al suo ritorno alla Royal Rumble. Nella puntata di Raw del 2 marzo, Beth ritorna sul ring informando il pubblico sulle condizioni del marito Edge, ma viene interrotta da Randy Orton durante il segmento, rifiutando un abbraccio e una stretta di mano dopo quanto fatto al coniuge, dicendo di non essere sorpresa della sua presenza ma almeno può sentire cosa ha da dire, però Randy interviene dicendo che Edge non potrà mai più mettere piede sul ring e le dice che le deve una spiegazione su quanto accaduto, che Edge l'ha sempre supportato e sostenuto durante il suo percorso in WWE, diventando un grande team i Rated-RKO e dominando per lungo tempo, quindi ha voluto ricambiare il favore tenendolo lontano dal quadrato in modo che potesse essere presente per sua moglie e le figlie, per poi incolparla di non aver fatto niente per farmarlo a ritornare e che ha dovuto metterlo al suo posto proprio perché gli vuole bene come un fratello, più di quanto lei lo faccia, scatenando l'ira di Beth che lo schiaffeggia ma viene colpita successivamente dalla RKO, per poi essere soccorsa dai medici e alcuni colleghi quali Rey Mysterio, R-Truth, Zack Ryder, Curt Hawkins e la sua amica Natalya. 
Il 2 dicembre del 2021, Beth Phoenix annuncia di prendersi una pausa dopo 3 anni come telecronista di NXT, per passare più tempo con suo marito Edge e loro due figlie, assicurando però di rimanere in WWE. In realtà girano voci di un suo ritorno on-screen a Raw per aiutare Edge nella faida contro The Miz e sua moglie Maryse. 
Il 1 gennaio 2022, torna a Day1 in aiuto di Edge nel match contro The Miz accompagnato da Maryse. Nella puntata di Raw del 4 gennaio, Edge e Phoenix hanno sfidato Miz e Maryse in un match per Royal Rumble.  
Il 30 gennaio 2022, Beth e suo marito Edge vincono contro Maryse e The Miz in occasione della Royal Rumble.

## Personaggio

### Mosse finali

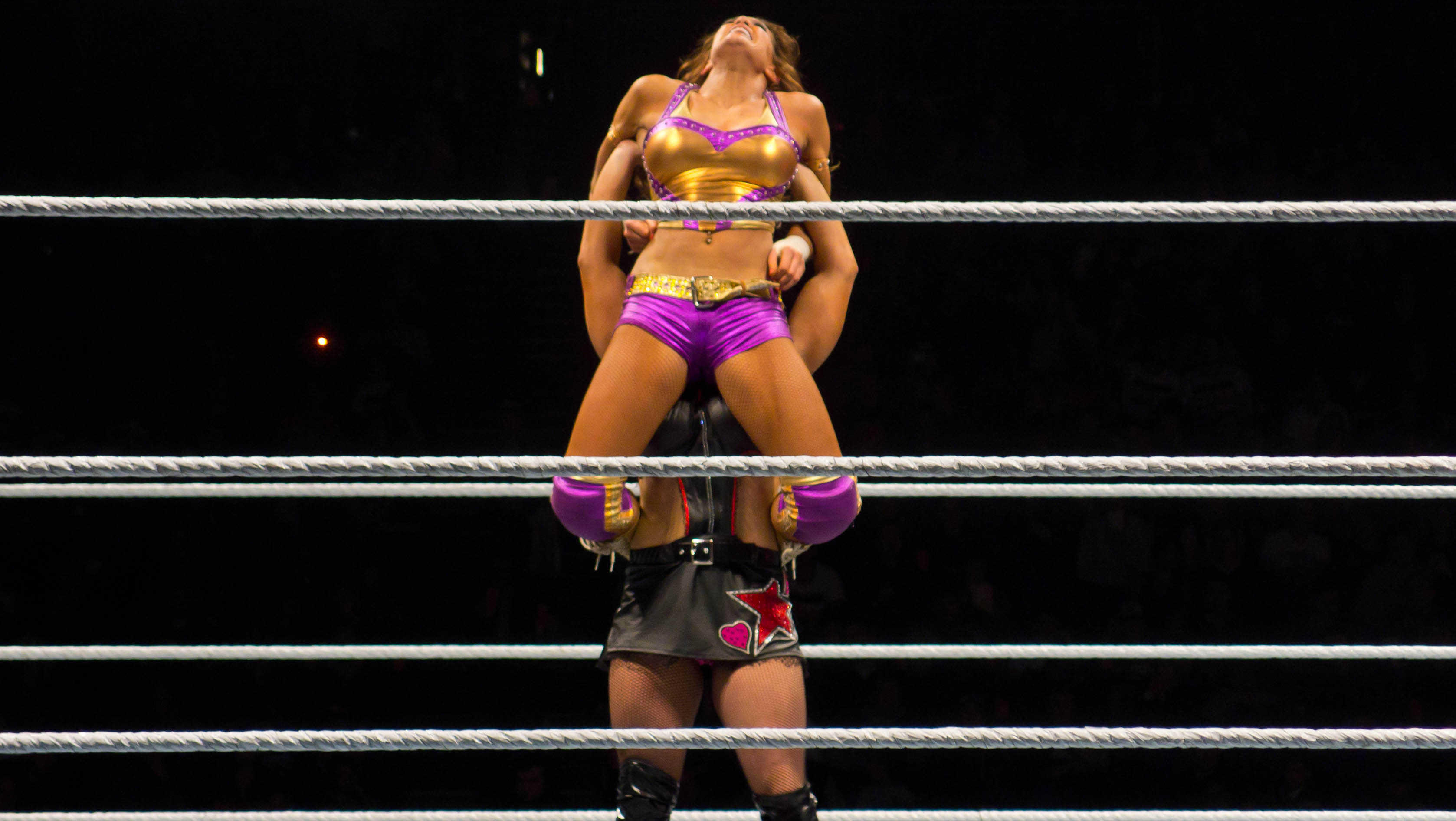
Beth Phoenix mentre esegue la Glam Slam su Eve Torres

- Beth Valley Driver (Samoan Driver)
- Flying Phoenix (Delayed Cradle Suplex)
- Down in Flames (Michinoku Driver II)
- Glam Slam (Elevated Double Chikenwing dropped into a Wheelbarrow Facebuster)

### Soprannomi
- "The Fabulous Firebird"
- "The Glamazon"
- "The Total Package of Women's Wrestling"
- "The Über Diva"

## Titoli e riconoscimenti

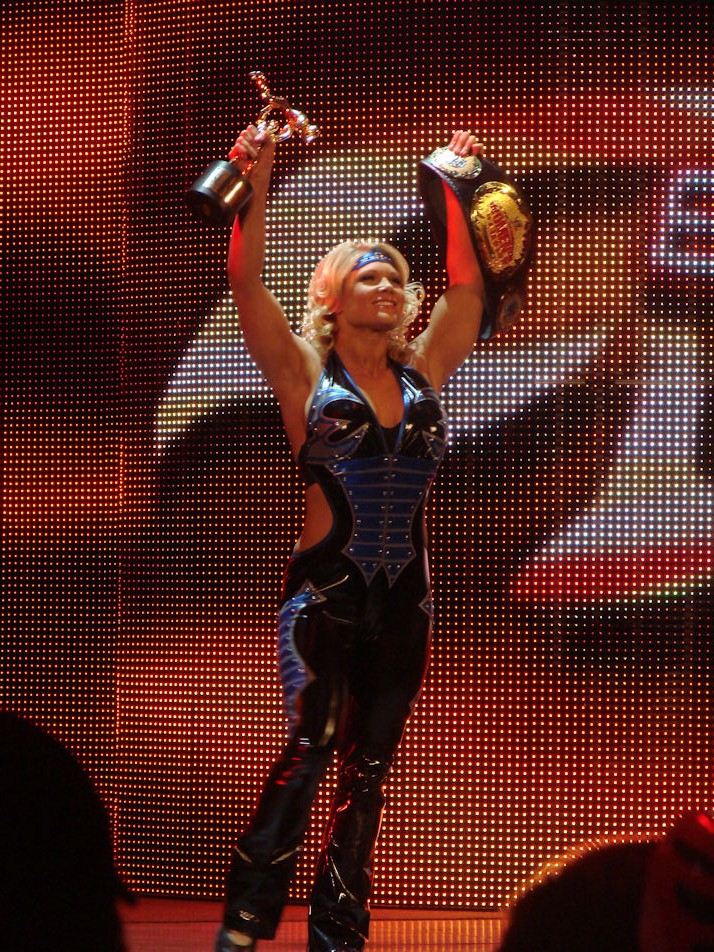
Beth Phoenix con il WWE Women's Championship (nella mano sinistra), titolo che ha detenuto tre volte, e lo Slammy Award (nella mano destra)

### Wrestling amatoriale
- North-East Wrestling
  - Women's Champion (1999)
- New York State Fair
  - Women's Champion (1999)

### Wrestling professionistico
- Far North Wrestling
  - FNW Cruiserweight Championship (1)
- George Tragos / Lou Thesz International Wrestling Institute
  - Frank Gotch Award (2015)
  - George Tragos/Lou Thesz Professional Wrestling Hall of Fame (Classe del 2019)
- GLORY Wrestling
  - GLORY Championship (1)
- Ohio Valley Wrestling
  - OVW Women's Championship (1)
- Pro Wrestling Illustrated
  - 2ª nella classifica delle migliori 50 wrestler femminili su PWI 500 (2008, 2012)
- WWE
  - WWE Divas Championship (1)
  - WWE Women's Championship (3)
  - WWE Hall of Fame (classe del 2017)
  - Slammy Award (1)
    - Diva of the Year (edizione 2008)